# Сборная Украины по футболу (до 19 лет)
Сборная Украины по футболу до 19 лет — команда, в составе которой могут выступать футболисты Украины в возрасте 19 лет и младше. Собирается команда под руководством Украинской ассоциации футбола. Пять раз выступала на европейских форумах, из которых трижды становилась призером: в 2009 — победитель турнира, а в 2004 и 2018 разделяла третье место со сборной Швейцарии и Франции соответственно. Завоевали право выступать на Чемпионате мира по футболу среди молодёжных команд в 2001, 2005, 2014, 2015, 2019 годах в качестве юношеской сборной Украины по футболу до 20 лет.

## Участие в чемпионатах Европы
| Год   | Раунд                  |
| ----- | ---------------------- |
| 2002  | не прошла квалификацию |
| 2003  | не прошла квалификацию |
| 2004  | Полуфинал              |
| 2005  | не прошла квалификацию |
| 2006  | не прошла квалификацию |
| 2007  | не прошла квалификацию |
| 2008  | не прошла квалификацию |
| 2009  | Чемпион                |
| 2010  | не прошла квалификацию |
| 2011  | не прошла квалификацию |
| 2012  | не прошла квалификацию |
| 2013  | не прошла квалификацию |
| 2014  | Групповой этап         |
| 2015  | Групповой этап         |
| 2016  | не прошла квалификацию |
| 2017  | не прошла квалификацию |
| 2018  | Полуфинал              |
| 2019  | не прошла квалификацию |
| 2020  | турнир не состоялся    |
| 2021  | турнир не состоялся    |
| 2022  | не прошла квалификацию |
| 2023  | не прошла квалификацию |
| 2024  | Полуфинал              |
| 2025  | не прошла квалификацию |
| Итого | 6/22                   |

## Состав
Следующие игроки были вызваны в состав для участия в квалификации Евро-2025 против сборной Казахстана (13 ноября 2024), сборной Словении (16 ноября 2024) и сборной Нидерландов (19 ноября 2024).
| Имя                  | Дата рождения            | Клуб                  | Игр (голов) |
| Вратари              | Вратари                  | Вратари               | Вратари     |
| -------------------- | ------------------------ | --------------------- | ----------- |
| Назар Макаренко      | 21 июня 2007 (17 лет)    | Александрия           |             |
| Вячеслав Суркис      | 27 февраля 2006 (19 лет) | Динамо (Киев)         |             |
| Маркиян Бакус        | 20 января 2006 (19 лет)  | Рух (Львов)           |             |
| Защитники            |                          |                       |             |
| Владислав Захарченко | 16 июня 2006 (19 лет)    | Динамо (Киев)         |             |
| Максим Коробов       | 6 марта 2006 (19 лет)    | Динамо (Киев)         |             |
| Денис Дикий          | 4 сентября 2006 (18 лет) | Динамо (Киев)         |             |
| Владислав Шершень    | 13 января 2006 (19 лет)  | Колос                 |             |
| Даниэль Вернаттус    | 9 февраля 2006 (19 лет)  | Металлист             |             |
| Александр Гавриленко | 22 августа 2006 (18 лет) | Шлёнск                |             |
| Кирилл Дигтярь       | 25 ноября 2007 (17 лет)  | Металлист             |             |
| Полузащитники        |                          |                       |             |
| Кирилл Осипенко      | 19 января 2006 (19 лет)  | Динамо (Киев)         |             |
| Даниил Ищенко        | 14 мая 2006 (19 лет)     | Динамо (Киев)         |             |
| Виктор Цуканов       | 4 февраля 2006 (19 лет)  | Шахтёр (Донецк)       |             |
| Геннадий Сынчук      | 10 июля 2006 (18 лет)    | Металлист             |             |
| Захар Бауманн        | 2 января 2007 (18 лет)   | Манчестер Юнайтед     |             |
| Кристиан Шевченко    | 19 ноября 2006 (18 лет)  | Уотфорд               |             |
| Максим Лень          | 25 ноября 2006 (18 лет)  | Фортуна (Дюссельдорф) |             |
| Богдан Редушко       | 7 января 2007 (18 лет)   | Динамо (Киев)         |             |
| Артём Гусол          | 5 января 2006 (19 лет)   | Колос                 |             |
| Нападающие           |                          |                       |             |
| Матвей Пономаренко   | 11 января 2006 (19 лет)  | Динамо (Киев)         |             |
| Александр Ломага     | 28 января 2006 (19 лет)  | Шахтёр (Донецк)       |             |